# Масерија Пикола (Бриндизи)
Масерија Пикола (итал. Masseria Piccola) је насеље у Италији у округу Бриндизи, региону Апулија.
Према процени из 2011. у насељу је живело 33 становника. Насеље се налази на надморској висини од 311 м.